# أوزيبيو ساكريستان
أوزيبيو ساكريستان مينا (بالإسبانية: Eusebio Sacristán Mena؛ المولود 13 أبريل 1964) لاعب كرة قدم إسباني سابق والمدرب الحالي لنادي ريال سوسيداد الإسباني. لعب مع منتخب إسبانيا لكرة القدم.

## روابط خارجية
- أوزيبيو ساكريستان على موقع IMDb (الإنجليزية)
- أوزيبيو ساكريستان على موقع الاتحاد الأوربي (الإنجليزية)
- أوزيبيو ساكريستان على موقع قاعدة بيانات كرة القدم.إي يو (الإنجليزية)
- أوزيبيو ساكريستان على موقع ناشيونال فوتبول تيمز (الإنجليزية)
- أوزيبيو ساكريستان على موقع عالم كرة القدم.نت (الإنجليزية)